# Adrijana la Serva
Adrijana La Serva (engl. Adriana La Cerva) je izmišljeni lik u američkoj televizijskoj seriji „Porodica Soprano“ (engl. The Sopranos) koji tumači glumica Drea De Mateo. Adrijana je dugogodišnja devojka (a kasnije i verenica) Kristofera Moltisantija, koji je član najveće mafijaške organizacije u Nju Džerziju, a na čijem čelu je Toni Soprano, glavni lik serije.

## O liku
Adrijana La Serva je devojka iz snova za svakog mafijaša: pametna i zanimljiva, sa telom dovoljno dobrim da bude zvezda kluba Bada Bing. Pored toga, Adrijana je ceo svoj život provela u blizini kriminalaca - ona je sestričina Džkija i Ričija Aprila. Odrastajući je videla i čula dosta stvari, pa je se mafijaškog načina života nije plašila uopšte. Naprotiv, kada je Kristofer unapređen, Adrijana gotovo da je bila više uzbuđena nego on.
Ali takva je bila pre nego što su joj se obratili FBI agenti, nakon čega je postala njihov doušnik. S obzirom da nije puno toga znala, terali su je da prikuplja nove činjenice i da natera Kristofera da se preda. Pritisak koji je išao uz to, gotovo da nije mogla da nosi; dijagnoziran joj je poremećaj u ishrani, a jedne večeri malo je falilo da sve prizna Karmeli, jer je popila previše vina.
Nakon što su federalni agenti pojačali pritisak na nju, na Adrijani je bio užasan izbor: da natera Kristofera da se preda i oda Tonija, ili će njih dvoje otići u zatvor na pet godina zbog korišćenja droge. S obzirom da nije mogla da prihvati odlazak u zatvor, sve je priznala Kristoferu jedne večeri u periodu kada je Kristofer bio nezadovoljan načinom na koji ga Toni tretira. Nakon što ju je umalo udavio, Kristofer se ipak smirio i pokušao da sagleda situaciju iz njenog ugla. Ali to nije trajalo dugo. Nedugo nakon što se Kristofer odvezao od kuće u nepoznatom pravcu, Toni je nazvao Adrijanu i rekao joj da je Kristofer doživeo saobraćajnu nesreću i da će Silvio doći po nju da „je odveze da ga vidi“. Međutim, nakon što ju je pokupio, Silvio Adrijanu odvozi na zabačeno mesto u šumi, gde ispaljuje dva metka u nju i ubija je.

## Spoljašnje veze
- Porodica Soprano na zvaničnom sajtu televizije HBO (језик: енглески)
- Adrijana La Serva Архивирано на веб-сајту  (17. фебруар 2012) na IMDb (језик: енглески)